# SERENDIP (Programm)
SERENDIP (Search for Extraterrestrial Radio Emissions from Nearby Developed Intelligent Populations, deutsch Suche nach extraterrestrischen Radioemissionen von nahe gelegenen entwickelten intelligenten Populationen) ist ein Search for Extraterrestrial Intelligence (SETI) Programm, das vom Berkeley SETI Research Center an der University of California, Berkeley entwickelt wurde.
SERENDIP nutzt die Vorteile der laufenden Mainstream-Radioteleskop-Beobachtungen als Huckepack- oder Kommensal-Programme. Anstatt ein eigenes Beobachtungsprogramm zu haben, analysiert SERENDIP die Daten von Deep-Sky-Radioteleskopen, die es erhält, während andere Astronomen das Teleskop benutzen.

## Hintergrund
Das erste SERENDIP-Instrument war ein analoges Radiospektrometer mit 100 Funkkanälen und einer Bandbreite von 100 kHz. Nachfolgende Instrumente waren wesentlich leistungsfähiger, wobei sich die Anzahl der Kanäle etwa jedes Jahr verdoppelte. Diese Instrumente wurden an einer großen Anzahl von Teleskopen eingesetzt, darunter das Green-Bank-Observatorium und das Arecibo-Observatorium.
SERENDIP-Beobachtungen wurden bei Frequenzen zwischen 400 MHz und 5 GHz durchgeführt, wobei die meisten Beobachtungen in der Nähe des sogenannten Kosmischen Wasserlochs zwischen 1,42 GHz (entspricht der Wellenlänge des neutralen Wasserstoffs (H) von 21 cm) und 1,662 GHz (entspricht der Wellenlänge des Hydroxyl-Radikals bei 18 cm) stattfanden.

## Projekte
Das zuletzt eingesetzte SERENDIP-Spektrometer, SERENDIP V. v, wurde im Juni 2009 am Arecibo-Observatorium installiert. Das digitale Spektrometer bestand für die Datenauswertung aus einer komplexen, programmierbaren Digitalschaltung (FPGA-basiert) mit 128 Millionen Kanälen und einer Bandbreite von 200 MHz. Es nahm Daten in Übereinstimmung mit dem siebenstrahligen Arecibo L-Band Feed Array (ALFA) auf.
Die nächste Generation von SERENDIP-Experimenten, SERENDIP VI, wurde 2014 sowohl in Arecibo als auch am Green-Bank-Teleskop (GBT) eingesetzt. SERENDIP VI wird in Zusammenarbeit mit Wissenschaftlern der University of Oxford und der West Virginia University auch nach Fast Radio Bursts (FRB) suchen.

## Entdeckungen
Das Programm hat etwa 400 auffällige Signale entdeckt, allerdings reichen die gewonnenen Daten nicht aus, um zu beweisen, dass sie zu einer außerirdischen Intelligenz gehören. Im September–Oktober 2004 schrieben die Medien über die Radioquelle SHGb02+14a und ihren künstlichen Ursprung, aber die Untersuchungen konnten ihre Verbindung mit einer außerirdischen Zivilisation nicht bestätigen. Zwar wurde im Dezember 2020 mit BLC1 ein weiterer Kandidat für ein Radiosignal entdeckt, das möglicherweise von Proxima Centauri stammt, jedoch fehlt hier wie auch bei dem am 15. August 1977 entdeckten Wow!-Signal der Nachweis, dass es sich tatsächlich um ein außerirdisches Signal handelt.